# Reino de Redonda
O Reino de Redonda é uma micronação associada à pequena e inabitada ilha de Redonda. Atualmente a ilha é um território dependente pertencente a Antígua e Barbuda. O reino teria sido fundado no século XIX por Matthew Dowdy Shiell ao reivindicar a ilha na época do nascimento de seu filho, o escritor Matthew Phipps Shiell.
Em 1865, Mathew Shiel, um irlandês dedicado ao transporte, reivindicou a ilha, que naquela época não pertencia a nenhum país, para si mesmo como reino. Seu filho Philippe Shiel, nascido alguns meses antes, foi proclamado rei Philippe I. Pouco tempo depois, os britânicos declararam a ilha como possessão e a incorporaram em Antígua (1872) e a reivindicação do Shiel foi esquecida. Quando o rei Philippe I cresceu, ele assumiu o trono, mas não adotou uma bandeira. Ele morreu em 1947 e ordenou a sucessão ao poeta John Gawsworth (John I). John I renunciou em 1966 (com efeitos em 1967) em favor de Arthur John Roberts, mas com a morte de João I na década de 1970, a coroa foi reivindicada por John Wynne-Tyson (João II). Em 1984, ele foi reconhecido como rei pelo "nobre" Cedric Boston (Cedric I) e após um acordo, em 1989.

## Reis de Redonda
Matthew Dowdy Shiell, 1865-1880
Matthew Phipps Shiell, 1880-1947 (como Rei Felipe)
John Gawsworth, 1947-1967 (como rei Juan I)
Jon Wynne-Tyson 1967 - 1997(Rei Juan II)
Javier Marías 1997